# 何继宁
何继宁（1933年7月—2015年11月8日），笔名丁宁、于宁、文宁、尹宁、伊宁。广东省广州市番禺区人，中国媒体工作者、作家。

## 生平
毕业于香港平山达德学校，1948年9月参加中国共产党在香港创办的《华商报》工作。1949年，在《华商报》上发表处女作《张明的遭遇》。同年10月奉调回广州南方日报社工作，参与创办《南方日报》，历任收发、文书、人事干事、记者、记者站长、副主编、主编、总编辑助理、编委、副总编辑等职。1993年，参加广东省作家协会。2015年11月8日，在广州去世。